# مبخر

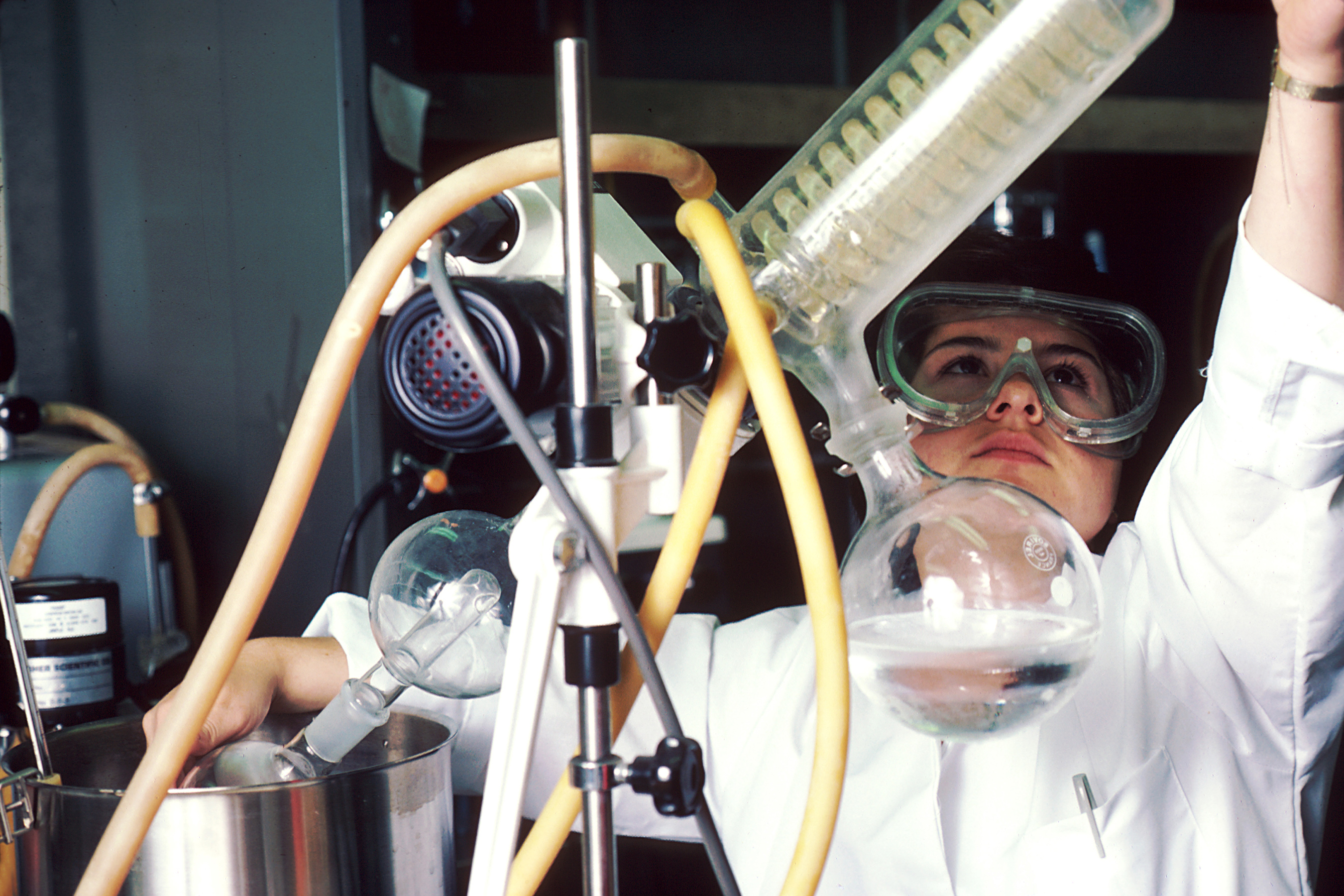
مبخر في مختبر، تستعمله عالمة كيمياء لمحاولة اصطناع مركب يدخل في دواء لمرض السرطان.

المبخر (بالإنجليزية: Evaporator)‏ هو جهاز يستخدم لتحويل (أو السماح بتحويل) الشكل السائل لبعض المواد الكيميائية إلى شكلها الغازي. وعلى سبيل المثال، يتم استخدام جهاز التبخير في نظام تكييف الهواء للسماح لمادة التبريد الكيميائية المضغوطة (الفريون، على سبيل المثال) لتتبخر من الحالة السائلة إلى الغاز وامتصاص الحرارة في هذه العملية.

## الاستعمالات
للمبخر العديد من التطبيقات العملية منها في التكييف والتبريد.

## الفعالية
يعتمد مبدأ التبخير على مباديء علم [[ديناميكا حرارية (التيرموديناميك).

## كيف يعمل المبخر

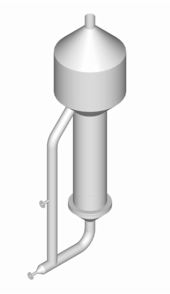
مبخر غشاء صاعد

للمبخر العديد من طرق العمل منها المبخر الصاعد ومنها المعتمد على الضاغط.

## الاستخدام البحري
كما يمكن أن يستخدم بشكله البحري حسب الرسم التوضيحي المرفق